# 莫蘭特灣
莫蘭特灣（英語：Morant Bay）是牙買加的城鎮，也是聖托馬斯區的首府，位於該國東南部，由薩里郡負責管轄，2010年人口為11,121人。1865年10月11日，該鎮發生了牙買加歷史上著名的莫蘭特灣暴動。